# Ermita de Santa María de la Vega (Toro)

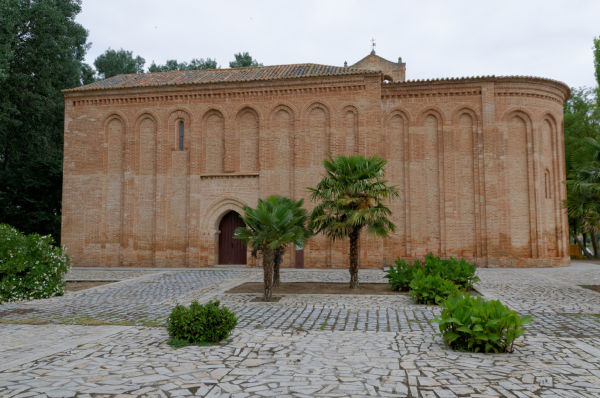
Ermita de Santa María de la Vega de Toro.

La ermita de Santa María de la Vega (conocida también como ermita del Cristo de las Batallas) de Toro (Provincia de Zamora, España) perteneció a la Orden de San Juan de Jerusalén, de ahí que a su consagración en 1208 por el Obispo de Zamora Martín Arias, asistiera el Comendador Mayor de la orden en León, Martín Sánchez. 

## Descripción
La ermita posee una sola nave, cubierta con armadura de par y nudillo, más una capilla mayor rectangular con bóveda de cañón apuntado y ábside semicircular techado con bóveda de horno. En el exterior, el ábside presenta siete arquerías ciegas dobladas, en tanto que el tramo presbiteral contiene tres arcos en el costado de la epístola y dos en la contraria. 
El interior lo recorre una doble arquería, la inferior doblada y que arranca de una banda de sardineles, mientras que la superior alterna arcos doblados con sencillos, rematados por un friso de esquinillas y cornisa de nacela. 
Posee una espadaña de un cuerpo de dos vanos semicirculares en el lado del evangelio. 
Las portadas de la ermita tienen tres arquivoltas apuntadas, la interior de doble anchura, que descansan sobre jambas con impostas de nacela. Trasdosan sus arcos dos bandas de ladrillo en vertical y un friso de esquinillas. 